# Wilhem Gombert
Wilhelm Gombert (Berlín, 2 de setembre de 1886 - Chicago, 16 d'abril de 1964) va ser un tenor alemany.
Gombert va acabar l'aprenentatge de farmacèutic i va treballar com a pintor de cases abans de començar classes de cant. Finalment el 1909 va aconseguir un contracte amb el Belle-Alliance-Theater de Berlín. En els anys següents va cantar com a tenor líric en diversos teatres d'òpera, incloent en la Volksoper de Berlín (1910/1911), al Teatre Estatal de Magúncia (1913-1921), a l'Òpera de Colònia (1921-1926) i a l'Òpera Municipal de Berlín (1926 a 1934). Els compromisos internacionals van coronar la seva carrera cap al 1930. El 1927-1928 va cantar al Covent Garden de Londres.
Entre molts papers clàssics, Gombert va cantar en diverses estrenes d'òperes contemporànies, com en obres de Franz Schreker (Irrelohe, 1924 i Der Schmied von Gent, 1932), Julius Bittner (Die Mondnacht, 1932) i Kurt Weill (Die Bürgschaft, 1932).
Gombert estava casat des de 1915 amb la jueva Alice Lion, amb la qual va tenir dos fills i una filla. Com a "jueu inscrit" se li va rebutjar una pròrroga del contracte a l'Òpera Municipal de Berlín. Va poder realitzar una temporada (1934/1935) al Volksoper. Després, només hi va haver compromisos en esdeveniments de l'Associació Cultural Jueva. El pla d'emigrar als Estats Units, no podia ser posada en pràctica per falta de visat. Després del final de la guerra, Gombert va seguir la seva esposa, que va poder ser evacuada a Suècia poc abans del final de la guerra i va trobar una feina a l'oficina de correus. Gombert va construir vaixells en miniatura per al Museu Marítim, va copiar imatges de Vincent van Gogh i va donar classes de veu. Des de Suècia es va traslladar als Estats Units, on encara va fer de professor de cant durant un temps.
La Temporada 1928-1929 va cantar al Gran Teatre del Liceu de Barcelona.